# مسلمان معتدل
مسلمان معتدل (انگلیسی: Moderate Muslim) یک برچسب در مقابل اسلام رادیکال در مبارزه با تروریسم است، که یادآوری می‌کند حمایت از تروریسم اسلامی از ویژگی‌های یک جناح «رادیکال» در اسلام است، و یک جناح میانه‌رو از مسلمانان هستند که تروریسم را محکوم می‌کنند.

## انتقاد
لورنزو جی ویدینو این اصطلاح را به عنوان «ذاتاً بحث‌برانگیز» تعریف می‌کند و دانشمندان استدلال می‌کنند که جمعیت مسلمان به صورت قابل پیش‌بینی دریافته اند که اصطلاح «مسلمان میانه‌رو» یک توهین است. چرنی و مورفی استدلال می‌کنند که دسته‌بندی مسلمانان به افراطی و میانه‌رو بی‌طرفانه نیست، بکارگیری گسترده این اصطلاح دایره مسلمانان را از بحث راجع به مبارزه ضد تروریسم و برچسبی که بر اساس آن به نفع یا علیه تروریسم زده می‌شود، محروم می‌کند. اگر چه بعضی از مسلمانان از چنین زبانی استفاده می‌کنند، اما دیگران آن را بیشتر به عنوان لکه دار کردن جوامع مسلمان و اسلام می‌دانند.
برخی معتقدند که برچسب «مسلمان معتدل» توهین است؛ چرا که آن‌ها معتقدند که این امر نشان می‌دهد که اسلام عادی صلح‌آمیز نیست. و گروهی دیگر معتقدند که «مسلمانان معتدل به‌طور کامل مسلمان» نیستند، یا این که این اصطلاح با مترقی" یا "سکولار" با "میانه‌رو برابر است.